# Nytjärnarna (Offerdals socken, Jämtland, 706068-142187)
Nytjärnarna är en sjö i Krokoms kommun i Jämtland och ingår i Indalsälvens huvudavrinningsområde.